# Sonina
Sonina (/so'nina/) est un village de la voïvodie des Basses-Carpates, dans le sud-est de la Pologne. Elle est située à environ 2 km de Łańcut.
Lors du recensement de 2006, la population est de 2 836 habitants.